# Tranvia di Sankt Moritz
La tranvia di Sankt Moritz era una breve linea tranviaria che collegava lo stabilimento termale di Sankt Moritz al centro del paese.

## Storia
Nella seconda metà del XIX secolo Sankt Moritz divenne una rinomata località di soggiorno termale, portando all'istituzione di un servizio di diligenze a cavallo tra il centro e le terme. Nel 1891 si costituì un comitato di iniziativa per la costruzione di una linea tranviaria elettrica tra St. Moritz Dorf e St. Moritz Bad; ottenuta nel 1892 la concessione federale, due anni dopo si costituì la società per azioni Strassenbahn St. Moritz (StrStM) per la costruzione e l'esercizio della linea.
Collaudata il 5 ottobre 1895, la tranvia aprì il 5 luglio 1896: era in servizio solo nei mesi estivi (tra giugno e settembre), e veniva effettuata una corsa ogni 12 minuti da entrambi i capolinea. 
Nel 1902 venne ottenuta la concessione per un prolungamento della linea fino alla costruenda stazione di Sankt Moritz, che non venne mai realizzato per motivi finanziari; analogo esito ebbero la concessione ottenuta nel 1912 per una linea da St. Moritz Bad al lago di Champfèr e una nuova concessione (datata 1922) per una linea verso la stazione.
Nei primi anni di esercizio (fino al 1902) la StrStM registrò utili, quindi vi furono perdite sino al 1906. In seguito alla Prima guerra mondiale vi fu un calo dei viaggiatori trasportati e vennero registrati deficit di oltre 10.000 franchi l'anno; nel dicembre 1916 la StrStM cedette gratuitamente la proprietà della linea al Comune di St. Moritz ed entrò in liquidazione. Sotto la gestione comunale vennero introdotti biglietti a prezzo ribassato per i residenti e, dal 1923, l'esercizio ritornò in utile, con il picco nel 1928. Con la Grande depressione vi fu un brusco calo dei viaggiatori, che unito alle pessime condizioni della linea e dei rotabili portò alla decisione di chiudere la tranvia: l'ultimo giorno di esercizio fu il 18 settembre 1932. La tranvia venne sostituita da un'autolinea; la concessione venne revocata nel 1935 e i binari rimossi nel 1940.

## Caratteristiche
La linea, a scartamento metrico, era lunga circa 1,6 km. La linea era elettrificata a corrente continua alla tensione di 550 V, la pendenza massima era del 66,2 per mille, il raggio di curva minimo di 30 metri.

### Percorso
La linea partiva dalle terme di St. Moritz (sorgente Paracelso), presso le quali era situato il deposito, e seguiva per tutto il suo percorso la Poststrasse, attraversando il fiume Inn, e terminando a St. Moritz Dorf. Presso la "Englische Kirche" era situato l'unico raddoppio della linea; la pensilina ivi costruita per l'attesa dei viaggiatori è stata conservata ad uso dell'autolinea che sostituì il tram.
| Unknown route-map component "uexKBHFa" |

| Unknown route-map component "uexHST" |

| Unknown route-map component "uexBHF" |

| Unknown route-map component "uexKBHFe" |

## Materiale rotabile
Sulla linea prestarono servizio quattro tram a due assi (Ce 2/2 1÷4) costruiti nel 1896 da MAN e Siemens-Schuckert con due motori da 20 CV ognuno e 22 posti a sedere; il parco rotabili all'apertura della linea comprendeva anche un bagagliaio. Le motrici vennero ricostruite nel 1920 chiudendo le cabine di guida (sino ad allora aperte). Alla chiusura della linea i tram vennero accantonati, per essere demoliti nel 1934.